# غرينتش
غرينيتش (بالإنجليزية: Greenwich)‏ بلدة في جنوب شرق لندن في المملكة المتحدة، وتشكّل اليوم جزءاً من لندن الكبرى. تم اختيارها عالمياً لتشكل «صفر الزمان» وبناءً على ذلك يتم تحديد توقيت كل مدينة في العالم. يرجع سبب هذا الاختيار إلى أهمية وجود يوم واحد على سطح الأرض لأن الجزر التي تقع على الخط 24 ساعة، غير مأهولة.
تميّزها بسهولة من أول نظرة على خريطة لندن وذلك لوقوعها تحت الانحناء المميز لنهر التايمز.
أهم ما يميز المدينة حديقة غرينيتش حيث يتواجد خط غرينيتش، الخط الأسود المرسوم على الأرض هو خط غرينيتش.
نصف في الشرق والنصف الآخر في الغرب: الوضعية الشهيرة لالتقاط صورة تذكارية على خط غرينيتش
على الأرض وعلى يمين ويسار خط[بحاجة لمصدر] غرينيتش GMT+0 تجد أسماء عواصم العالم مع إحدثياتها بالنسبة لخطوط الطول

## أعلام
- إدموند هالي
- نيفيل ماسكيلين
- نيكولاي بلاتونوفيش أوجاريوف
- شون رايت فيليبس
- دومينيك كوبر
- إدوارد السادس ملك إنجلترا
- ماري الأولى ملكة إنجلترا
- كريس سمولينغ
- غلين جونسون
- جون فلامستيد
- جورج بيدل أيري